# Ferenc Sas
Ferenc Sas także Ferenc Sohn (ur. 1915 w Budapeszcie, zm. 3 września 1988 w Buenos Aires) – węgierski piłkarz, napastnik. Srebrny medalista MŚ 38.
W ojczyźnie był piłkarzem Hungárii i zdobył z tym klubem dwa tytuły mistrza kraju (1936 i 1937). W reprezentacji Węgier zagrał 17 razy i strzelił 3 bramki. Debiutował w 1936. Podczas MŚ 38 zagrał w czterech spotkaniach i zdobył jednego gola. Wkrótce po turnieju wyjechał do Argentyny, gdzie grał m.in. w Boca Juniors.